# Административно деление на Германия
Германия е федерална република, състояща се от 16 провинции, наричани на немски в буквален превод „федерални страни“ (на немски: Bundesländer). Тринадесет от провинциите са с голяма площ и се наричат „териториални провинции“ (на немски: Flächenländer), а останалите три са градове, които имат статус на провинция и биват наричани „градове-провинции“ или „градове-държави“ (на немски: Stadtstaaten).
Териториалните провинции от своя страна се разделят общо на 294 (провинциални) окръга (на немски: Landkreise или Kreise) и 106 града без окръжна принадлежност (на немски: kreisfreie Städte), които сами по себе си имат статус на окръг. В някои провинции, окръзите се наричат просто окръг, а в други – провинциален окръг, но значението и смисълът им са напълно еднакви. В провинция Баден-Вюртемберг пък градовете без окръжна принадлежност се наричат град-окръг (на немски: Stadtkreis).
Освен това, в пет от териториалните провинции има „правителствени околии“ (на немски: Regierungsbezirke), които обобщават няколко окръга и града без окръжна принадлежност.
(Провинциалните) окръзи се състоят от няколко общини (на немски: Gemeinden) и/или общински сдружения (на немски: Gemeindeverbände). Общинските сдружения представляват сдружения на няколко обикновено финансово слаби общини с цял да предлагат съвместно административни услуги и да си поделят разходите, например за наем на административни сгради и персонал.

## История на делението
Създаването на Федерална република Германия през 1949 г. става чрез обединяване на западните провинции (които дотогава са под американско, британско и френско управление) след края на Втората световна война. Първоначално провинциите са следните: Бавария, Бремен, Долна Саксония, Северен Рейн-Вестфалия, Рейнланд-Пфалц, Хамбург, Хесен, Шлезвиг-Холщайн, както и до 1952 г. Баден, Вюртемберг-Баден и Вюртемберг-Хоенцолерн. Град Западен Берлин, който официално не е във федерацията, е до голяма степен интегриран и смятан де факто за провинция.
През 1952 г. след референдум федералните провинции Баден, Вюртемберг-Баден и Вюртемберг-Хоенцолерн се сливат в провинция Баден-Вюртемберг. През 1957 г. протекторатът Саар се присъединява към ФРГ като Саарланд. Германското обединение през 1990 г., в което Германската демократична република се присъединява към Федерална република Германия, довежда до присъединяването на възстановените източногермански провинции Бранденбург, Мекленбург-Предна Померания, Саксония, Саксония-Анхалт и Тюрингия, както и обединението на Западен и Източен Берлин и създаването на провинция Берлин. Регионалният референдум през 1996 г. за сливане на Берлин с обкръжаващия го Бранденбург под името Берлин-Бранденбург не успява да постигне необходимото мнозинство в Бранденбург, докато мнозинството от берлинчани гласуват в полза на сливането.